# Navarredonda de la Rinconada
Navarredonda de la Rinconada és un municipi de la província de Salamanca a la comunitat autònoma de Castella i Lleó.

## Demografia
| 1991 | 1996 | 2001 | 2004 |
| ---- | ---- | ---- | ---- |
| 321  | 276  | 256  | 268  |